# Camponotus sexpunctatus
Camponotus sexpunctatus é uma espécie de inseto do gênero Camponotus, pertencente à família Formicidae.